# Durella carestiae
Durella carestiae är en svampart som först beskrevs av De Not., och fick sitt nu gällande namn av Pier Andrea Saccardo 1889. Durella carestiae ingår i släktet Durella och familjen Helotiaceae.   Inga underarter finns listade i Catalogue of Life.